# Claude G. Lajoie
Pour l’article homonyme, voir Lajoie.
Claude G. Lajoie, né le 26 janvier 1928 et mort le 15 mai 2015 dans la même ville, est un homme politique, entrepreneur en bâtiments et homme d'affaires canadien québécois.
Il est député libéral à la Chambre des communes de la circonscription de Trois-Rivières de 1971 à 1984 (nommée Trois-Rivières Métropolitain de 1972 à 1979).

## Biographie
Né le 26 janvier 1928 à Trois-Rivières dans la région de la Mauricie, Claude G. Lajoie devient député du Parti libéral du Canada dans la circonscription fédérale de Trois-Rivières lors d'une élection partielle déclenchée après le décès de Joseph-Alfred Mongrain en novembre 1970. Réélu dans Trois-Rivières Métropolitain en 1972 et en 1974, ainsi que dans Trois-Rivières en 1979 et en 1980, il ne se représente pas en 1984.
Durant son passage à la Chambre des communes, il est secrétaire parlementaire du ministre du Revenu national de 1975 à 1976 et du ministre de la Consommation et des Corporations de 1976 à 1977.
Il meurt le 15 mai 2015 à Trois-Rivières,,.